# William S. Lind
William S. Lind, född 9 juli 1947, är en amerikansk militärexpert och kulturkonservativ debattör. Han var en av de som formulerade teorin om den så kallade fjärde generationens krig, som går ut på att hitta lösningar för att anpassa försvaret till en tid då staten förlorat sitt monopol på krigföring.
I rollen som opinionsbildare har Lind utmärkt sig som en kritiker av Irakkriget och neokonservatism. Han är också en av de amerikanska konservativa som beskrivit kulturmarxismen som en skadlig ideologi. Lind är monarkist och har vid flera tillfällen uttryckt sin beundran för den tyske kejsaren Vilhelm II.